# 합류

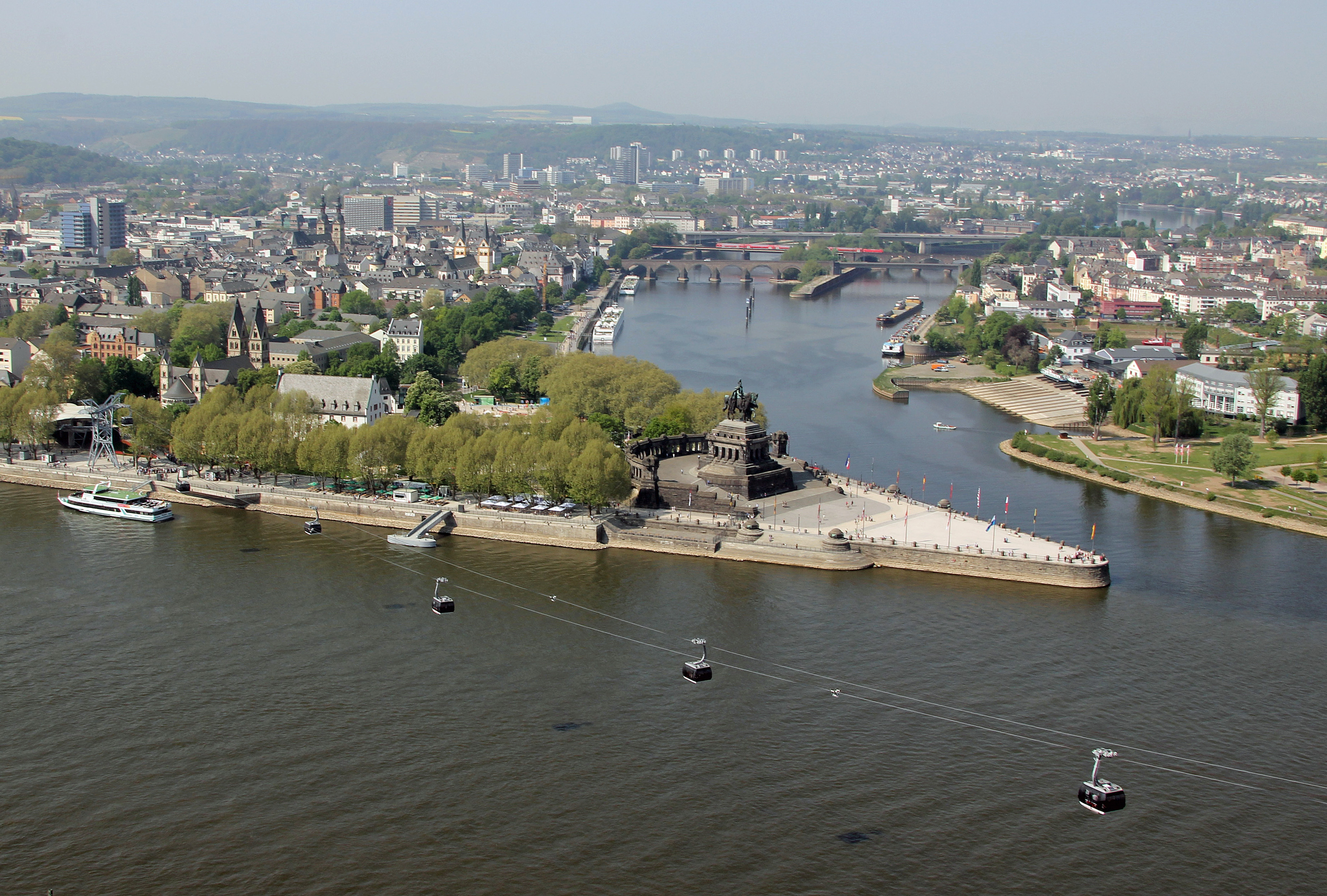
코블렌츠의 라인강과 모젤강의 합류점

합류(合流, Confluence)란 지리학에서는 두 개 이상의 물의 흐름이 합쳐지는 것을 말한다. 통상 지류가 보다 큰 강에 흘러드는 것을 가리킨다. 이러한 지점은 합류점으로 불린다.
근대 이전에는 하천이 중요한 교통 루트였기 때문에 합류점에는 교통의 결절점으로서 취락과 시 등이 성립했고 이러한 것들 중에는 현재의 도시로 연결되는 것이 많다. 그 예로서 독일의 코블렌츠는 라인강과 지류인 모젤강이 합류하는 곳에 건설된 도시로 그 이름은 고대 로마의 성채 카스텔룸아푸드콘플루엔테스(합류점의 성채라는 뜻)에서 유래한다. 그 밖에 합류점에 위치한 주요 도시로는 우한시, 맨체스터, 하르툼 등이 있다.
또 흐름이 없는 둘 이상의 수면, 예를 들면 호수와 운하나 운하끼리 합쳐지는 장소도 합류점으로 부른다.
하천 등의 합류로부터 유추해 둘 이상의 도로가 하나에 합쳐지는 것도 합류라고 부른다.

## 같이 보기
- 지류
- 분류